# Грузинський провулок (Київ)
Грузи́нський прову́лок — провулок у Дарницькому районі міста Києва, місцевість Червоний хутір. Пролягає від Харківського шосе до Ялинкової вулиці.
Прилучаються вулиці Ташкентська і Борова.

## Історія
Провулок виник у 1950-ті роки під назвою 239-та Нова вулиця. Сучасна назва — з 1953 року.